# UnrealEd
Der Unreal Editor, kurz UnrealEd oder auch UEd, ist der offizielle Karteneditor zum Erstellen und Bearbeiten von Inhalten für die Spiele der UnrealEngine. Von dem Karteneditor gibt es verschiedene Ausgaben, je nach Version der zugrunde liegenden Unreal Engine. Er liegt vielen Spielen auf Basis dieser Engine bei, deren bekannteste Vertreter die Ego-Shooter der Unreal-Serie sind. Der Editor ermöglicht es komplett eigene Karten (Maps) zu kreieren. Der UnrealEd ist insbesondere für die Fangemeinde des Mehrspielermodus der Spiele nützlich, da durch den umfangreichen und trotzdem noch verhältnismäßig leicht zu bedienenden Editor die Entwicklung neuer Karten ermöglicht wird.
Der UnrealEd basiert auf der Unreal Engine, welche ihm eine direkte Implementierung ins Spiel ermöglicht. Somit ist gewährleistet, dass die selbsterstellten Levels von dem Spiel angenommen werden und die sog. Shader Effects, die Licht- und Schattenberechnungseffekte, richtig funktionieren und mit den vom Spieler eingestellten Ingame-Settings abgeglichen werden.
Durch das Mitliefern des Editors mit dem Spiel sind etliche Ideen für Modifikationen des Spiels in die Tat umgesetzt worden. So sind mit der Zeit bekannte Modifikationen der Unreal Engine wie zum Beispiel Tactical Ops für Unreal Tournament oder der Red Orchestra Mod für Unreal Tournament 2004 entstanden.
Das Erstellen von Levels ähnelt der Arbeit mit einem 3D-Programm; es sind eine Perspektivische Ansicht und drei zweidimensionale Ansichten möglich. Die perspektivische Ansicht lässt sich zusätzlich in weitere Anzeigemodi wie "Wireframe" (Drahtgittermodell), "Untexturiert" usw. umschalten.
Wegen der Verwendung von MFC gab es UnrealEd bisher nur für Windows. Mit Version 4 soll es auch eine Portierung auf Linux und macOS geben, weshalb von MFC auf das plattformübergreifende GUI-Toolkit wxWidgets gewechselt wurde.
Spielen der aktuellen Unreal Engine 3 liegt der Editor in einer grunderneuerten Version 4 bei.